# Ancistroplax
Ancistroplax ist eine Gattung der Tierläuse, die als Ektoparasiten Weißzahnspitzmäuse und Spitzmäuse der Gattung Soriculus befallen.

## Merkmale
Die Antennen sind viergliedrig. Die Paratergalplatten (Sklerotisierungen seitlich der Tergiten des Hinterleibs) sind in den Abdominalsegmenten 3 bis 7 ausgebildet und durch eine Längslinie mit geringer Sklerotisierung scheinbar zweigeteilt. Die Sternal- und Tergalplatten des Abdomens sind kräftig. Die Sternalplatte des zweiten Segments ist ebenfalls längsgeteilt. Bei Weibchen tragen sie im Bereich des 3. bis 6. Abdominalsegments sowohl bauch- als auch rückenseitig drei Reihen von Borsten (Setae), bei Männchen im Bereich der Segmente 3 bis 6 je zwei Reihen. Der Tergalplatte des sechsten Segments trägt bei Männchen am hinteren Winkel einen frei hervorstehenden Fortsatz, dessen Spitze zur Mitte abgebogen ist. Das hintere Beinpaar ist stark vergrößert und trägt eine kräftige Kralle.

## Arten
- Ancistroplax chodsigoae Chin, 1984
- Ancistroplax crocidurae Waterston, 1929
- Ancistroplax nasuta Johnson, 1964
- Ancistroplax nepalensis Kaneko & Uchikawa, 1988
- Ancistroplax taiwanensis Kaneko & Uchikawa, 1988